# The Wheel of Time (Computerspiel)
The Wheel of Time (englisch für Das Rad der Zeit) ist ein Ego-Shooter des US-amerikanischen Entwicklerstudios Legend Entertainment, das auf der gleichnamigen Fantasybuchreihe von Robert Jordan basiert. Es wurde Ende 1999 von GT Interactive für Windows veröffentlicht.
Der Vertrieb des Spiels war jahrelang eingestellt. Im April 2022 veröffentlichte der Publisher Nightdive Studios eine technisch modernisierte Version von The Wheel of Time als Download.

## Handlung
Die Handlung des Spiels ist vorzeitig zur Buchreihe und linear aufgebaut. Der Spieler steuert Elayna, eine Schwester der Magierinnengilde der Aes Sedai. Diese haben sich dem Kampf gegen den sogenannten Dunklen König verschrieben, einer mächtigen, bösartigen, in magischer Verbannung lebenden Wesenheit und Antipoden des Schöpfergottes. Elayna lebt als Hüterin der Chroniken im Hauptquartier der Aes Sedai, der Weißen Burg. Dort wird sie von einem unbekannten Eindringling überfallen, der auf der Suche nach den magischen Siegeln zum Gefängnis des dunklen Königs ist. Zwar gelingt es ihm nicht, das Siegel der Aes Sedai in seinen Besitz zu bringen, doch erbeutet er ein Ter’angreal, ein mächtiges magisches Artefakt. Die Vorsteherin der Aes Sedai, die Amyrlin, sendet Elayna daher aus, den Eindringling zu verfolgen und das Ter’angreal wieder zurückzuholen.
Elayna verfolgt den Assassinen und seine Trolloc-Armee bis in die Geisterstadt Shadar Logoth. dort kann sie ihn stellen und erfährt, dass er im Auftrag des Verlorenen Ishmael handelte. Im Gegenzug für sein Leben übergibt er Elayna auch das Ter’angreal, wird im Anschluss jedoch Mashadar, dem personifizierten Bösen der Stadt, angegriffen. Elayna kehrt zur Weißen Burg zurück, findet diese jedoch von einer Trolloc-Armee belagert vor. Nachdem die Belagerer zurückgeschlagen worden sind, entdeckt Elayna, dass Ishmael weitere Gehilfen in den Reihen der Aes Sedai hat, darunter eine gewisse Sephraem. Elayna berichtet der Amyrlin und wird von dieser aufgeklärt, dass das zurückgewonnene Ter’angreal Elayna, die eigentlich nur eine schwache magische Begabung besitzt, große Macht verleihen könne. Doch bevor die Amyrlin das Ter’angreal auf Elayna anwenden kann, wird sie von dem bekannten Assassinen und Sephraem getötet, die ihr sowohl das Ter’angreal als auch das Siegel abnehmen.
Elayna wird zur neuen Amyrlin ernannt und verfolgt erneut den Assassinen, wird dabei aber von den Kindern des Lichts, einem kriegerischen Priesterorden, gefangen genommen. Es gelingt ihr jedoch auszubrechen und über einen Portalstein in die Nähe von Ishmaels Festung in den Verschleierten Berge zu reisen. In deren Verliese findet sie einige Aes Sedai, die sie befreit und mit Hilfe des Portalstein nach Hause zurückschickt. Anschließend durchsucht sie die Festung nach dem Siegel der Amyrlin. Sie entdeckt Notizen über ein Ritual mit dem die Macht der Siegel gebrochen und der Dunkle König aus seinem Gefängnis befreit werden kann. Sie findet das Siegel im Besitz von Sephraem, der sie es nach einem Kampf abnehmen kann, anschließend jedoch von Ishmael gefangen genommen wird. Doch auch Ishmael wird überraschend von dem mittlerweile als der Hund bezeichneten Assassinen mit Hilfe Ter’angreal festgesetzt.
Der Hund offenbart, dass er dem chaotisch Bösen von Shadar Logoth erlegen sei und gezielt Ishmael, die Aes Sedai und die Weißmäntel (Kinder des Lichts) gegeneinander ausgespielt habe, um Chaos zu säen. Doch es gelingt Elayna und Ishmael, dem Hund zu entfliehen. Elayna beginnt nun alle Siegel zu sammeln, die sie zum Ausführen des Rituals benötigt. Auf dem Berg Shayol Ghul, wo das Ritual durchgeführt werden muss, tritt ihr abermals der Hund entgegen und bietet ihr im Gegenzug für die Siegel das Ter’angreal zur Freisetzung ihrer magischen Kräfte. Elayna lehnt ab, lässt den Hund mitsamt dem Ter’angreal in den Tod stürzen und vollendet das Ritual dahingehend, dass der Dunkle König seinem Gefängnis nicht entkommen kann.

## Spielprinzip
Das Spiel kombiniert das Spielprinzip eines Ego-Shooters mit Strategie- und Rollenspielelementen. Der Spieler steuert seine Spielfigur direkt aus der Egoperspektive durch die 3D-Welt. Die Karten sind linear und missionsorientiert aufgebaut, der überwiegende Teil des Spiels besteht aus dem Bekämpfen von Computergegnern. Für den Kampf stehen dem Spieler über das Spiel verteilt in Form von Ter’angreal-Zauberrunen rund 40 Zaubersprüche zur Verfügung. Diese können unterschiedlich eingesetzt werden, etwa offensiv zur Erzeugung von Feuerbällen, Kettenblitzen, Erdbeben oder Wirbelstürmen, als Schutz- und Heilzauber, aber auch für komplexere Taktiken wie einen Platztausch mit dem Gegner, Verwandlungs- oder Schwebezauber. Diese müssen teilweise auch angewendet werden, um einfachere Aufgaben zu erfüllen oder ansonsten unzugängliche Bereiche des Spiels betreten zu können.
Neben dem Einzelspielermodus gibt es eine Mehrspielerfunktion mit zwei unterschiedlichen Spielvarianten. Der Spieler hat bei der Spielfigur die Wahl zwischen Elayna, dem Anführer der Kinder des Lichts, einem Verlorenen oder dem Hund. Die Spielvariante Arena entspricht dem klassischen Deathmatch, bei dem der Spieler oder das Team mit den meisten Kills gewinnt. In der Variante Citadel muss ähnlich wie bei Capture the Flag, das Siegel der Gegenspieler erobert werden. Jeder besitzt hierbei eine Zitadelle die mit verschiedenen Fallen und computergesteuerter Wächter gegen Gegner abgesichert werden können.

## Entwicklung
Legend Entertainment verwendete wie im zuvor veröffentlichten Add-on Return to Na Pali zu Unreal die erste Version der Unreal Engine.

## Rezeption
The Wheel of Time erhielt mehrheitlich gute Bewertungen (GameRankings: 80,09 %). Die Power Play lobte vor allem die Grafikleistung des Spiels mit Licht- und Spiegeleffekten, das Leveldesign und die Handlung. Der Schwierigkeitsgrad wurde auch auf einfacher Stufe als recht hoch bewertet und die wenig abwechslungsreiche KI leicht kritisiert. Gamespot verglich das Spielprinzip von The Wheel of Time mit den Actionspielen Heretic und Hexen. Der Tester bemängelte, dass die Zauberrunen vielfach zu offensichtlich platziert seien und so die Lösung bestimmter Bereiche offensichtlich werden lassen. Im Kampf bereite zudem die insgesamt sehr große Zahl an Zaubern in Verbindung Doppelbelegungen für Probleme, da der Spieler inmitten des Kampfes gezwungen werde, aus langen Listen den passenden Eintrag herauszusuchen. Auch hier lobte der Autor die Grafik als herausragend, allerdings nur in Verbindung mit einer 3D-Beschleunigerkarte des Typs Voodoo 3. Auf Konkurrenzmodellen wie Nvidias TNT2 Ultra oder Geforce 256 würden weder mit Direct3D noch OpenGL annähernd ähnliche Ergebnisse erreicht. Die Handlung des Spiels bezeichnete der Tester als annähernd so komplex wie die der Romane und die Qualität der Dialoge trage viel zur Immersion des Spielers bei.
Kritischer fiel dagegen der Test von IGN aus. Der Tester bemängelte vor allem, dass das Gesamtdesign keine Einheit bilde (not cohesive). Der Spieler verbringe zu viel Zeit damit, nach Schaltern oder Türen zu suchen, dem Leveldesign fehle es an Höhepunkten und auch die Fortführung der Erzählung zwischen den Levelübergängen sei zu weit auseinandergerissen, um den Spieler bei der Stange zu halten. Letztlich übrig bleibe „ein Actionspiel, in dem man zu viele Schalter drücken, viel zu viele, viel zu kleine Durchgänge suchen muss und zu viel Zeit damit verbringt schwache Zauber aggressiven und mächtigen Gegner entgegenzuschleudern“. Das Spiel fange die Faszination der Buchreihe zwar auf gelungene Weise ein, doch erfülle es durch den nachlässigen Umgang mit gewissen Genrestandards auch nicht die Markterwartungen. Das Spiel habe zwar eine unverkennbar hohe Qualität, doch es besitze nicht genug spielerische Magie, um zu den Toptiteln aufzurücken.
2003 wurde The Wheel of Time von GameSpy auf Platz 10 der am meisten unterbewerteten Spiele aller Zeiten gelistet.